# Алгоритм Гёрцеля
Алгоритм Гёрцеля (англ. Goertzel algorithm) — это специальная реализация дискретного преобразования Фурье (ДПФ) в форме рекурсивного фильтра. Данный алгоритм был предложен Джеральдом Гёрцелем в 1958 году. В отличие от быстрого преобразования Фурье, вычисляющего все  частотные компоненты ДПФ, алгоритм Гёрцеля позволяет эффективно вычислить значение одного частотного компонента.
Алгоритм Гёрцеля является популярным алгоритмом для решения задачи детектирования и декодирования тональных сигналов в телефонии.

## Варианты названия алгоритма
В русскоязычной литературе нет устоявшегося варианта транскрипции фамилии автора алгоритма. Распространены варианты «Алгоритм Герцеля», «Алгоритм Гертцеля», «Алгоритм Горцеля» и другие.

## Описание алгоритма
Пусть {\displaystyle x_{n},\ n=0,\dots ,N-1} — измеренные значения сигнала, которые являются входными данными для дискретного преобразования Фурье, а {\displaystyle X_{k},\ k=0,\dots ,N-1} — частотные компоненты дискретного преобразования Фурье, по определению равные {\displaystyle X_{k}=\sum _{n=0}^{N-1}x_{n}e^{-{\frac {2\pi i}{N}}kn}}. Для расчёта {\displaystyle X_{k}} с помощью алгоритма Гёрцеля:
1. Последовательно вычисляются члены последовательности {\displaystyle s_{n}} для {\displaystyle n=0,\dots ,N-1} по рекуррентной формуле {\displaystyle s_{n}=2\cos \left({\frac {2\pi k}{N}}\right)s_{n-1}-s_{n-2}+x_{n}}, где {\displaystyle s_{-1}=s_{-2}=0}.
2. Искомое значение частотного компонента получается как {\displaystyle X_{k}=e^{{\frac {2\pi i}{N}}k}s_{N-1}-s_{N-2}}.

В случае, когда требуется вычислить только мощность сигнала, а его фаза не важна, на втором этапе алгоритма вместо комплексного значения частотного компонента вычисляется квадрат его модуля по формуле
| {\displaystyle \|X_{k}\|^{2}=s_{N-1}^{2}-2\cos \left({\frac {2\pi k}{N}}\right)s_{N-1}s_{N-2}+s_{N-2}^{2}.} |

Для удобства записи введём обозначение {\displaystyle W=e^{-{\frac {2\pi i}{N}}}}. Определение k-го частотного компонента дискретного преобразования Фурье тогда примет вид {\displaystyle X_{k}=\sum _{n=0}^{N-1}x_{n}W^{kn}}. Также заметим, что {\displaystyle W^{-N}=e^{2\pi i}=1}, и для любого действительного {\displaystyle k} выполняется равенство
{\displaystyle W^{k}+W^{-k}=e^{-{\frac {2\pi i}{N}}k}+e^{{\frac {2\pi i}{N}}k}=2\cos \left({\frac {2\pi k}{N}}\right).}
Преобразуем исходное определение {\displaystyle X_{k}}:
{\displaystyle {\begin{aligned}X_{k}&=\sum _{n=0}^{N-1}{x_{n}W^{kn}}=\\&=W^{-kN}\sum _{n=0}^{N-1}{x_{n}W^{kn}}=\\&=\sum _{n=0}^{N-1}{x_{n}[W^{-k}]^{N-n}}=\\&=x_{0}[W^{-k}]^{N}+x_{1}[W^{-k}]^{N-1}+\dots +x_{N-2}[W^{-k}]^{2}+x_{N-1}W^{-k}=\\&={\bigg (}{\Big (}{\big (}\dots (x_{0}W^{-k}+x_{1})W^{-k}+\dots {\big )}W^{-k}+x_{N-2}{\Big )}W^{-k}+x_{N-1}{\bigg )}W^{-k}.\end{aligned}}}
Процесс последовательного вычисления стоящих во вложенных скобках выражений мы теперь можем записать с помощью рекуррентной формулы:
| {\displaystyle y_{n}=W^{-k}y_{n-1}+x_{n},\ n=0,1,2,\dots ,N-1.} |

При этом для вычисления {\displaystyle y_{0}} примем {\displaystyle y_{-1}=0}, а искомое значение k-го частотного компонента выражается как {\displaystyle X_{k}=W^{-k}y_{N-1}}. Полученное выражение для {\displaystyle y_{n}} представляет собой БИХ-фильтр первого порядка:
| {\displaystyle y_{n}-W^{-k}y_{n-1}=x_{n}.} | (1) |

Применив z-преобразование к обеим частям выражения (1), получим
| {\displaystyle {\big (}1-W^{-k}z^{-1}{\big )}Y(z)=X(z),} |

где {\displaystyle X(z)} и {\displaystyle Y(z)} — образы дискретных временных сигналов {\displaystyle x_{n}} и {\displaystyle y_{n}} соответственно. Из этого выражения выразим передаточную функцию фильтра (1) и преобразуем её, домножив числитель и знаменатель на {\displaystyle 1-W^{k}z^{-1}}:
{\displaystyle {\begin{aligned}H(z)&={\frac {Y(z)}{X(z)}}=\\&={\frac {1}{1-W^{-k}z^{-1}}}=\\&={\frac {1-W^{k}z^{-1}}{(1-W^{k}z^{-1})(1-W^{-k}z^{-1})}}=\\&={\frac {1-W^{k}z^{-1}}{1-(W^{k}+W^{-k})z^{-1}+z^{-2}}}=\\&={\frac {1-W^{k}z^{-1}}{1-2\cos \left({\frac {2\pi k}{N}}\right)z^{-1}+z^{-2}}}.\end{aligned}}}
Передаточную функцию {\displaystyle H(z)} можно представить в виде произведения функций {\displaystyle P(z)={\frac {1}{1-2\cos \left({\frac {2\pi k}{N}}\right)z^{-1}+z^{-2}}}} и {\displaystyle Q(z)=1-W^{k}z^{-1}}, что во временно́й области соответствует последовательному соединению двух фильтров с передаточными функциями {\displaystyle P(z)} и {\displaystyle Q(z)}. Таким образом, исходный фильтр (1) может быть представлен в виде комбинации двух фильтров:
| {\displaystyle s_{n}-2\cos \left({\frac {2\pi k}{N}}\right)s_{n-1}+s_{n-2}=x_{n},} | (2) |

| {\displaystyle y_{n}=s_{n}-W^{k}s_{n-1}.} | (3) |

Поскольку для вычисления {\displaystyle X_{k}} не требуется всех выходных значений фильтра (3), а только значение {\displaystyle y_{N-1}}, то вычисление {\displaystyle y_{0},y_{1},\dots ,y_{N-2}} можно опустить благодаря тому, что фильтр (3) является КИХ-фильтром, выход которого {\displaystyle y_{n}} зависит только от входов {\displaystyle s_{n}} и {\displaystyle s_{n-1}}. Значение {\displaystyle X_{k}} можем тогда выразить следующим образом:
| {\displaystyle X_{k}=W^{-k}y_{N-1}=W^{-k}{\big (}s_{N-1}-W^{k}s_{N-2}{\big )}=W^{-k}s_{N-1}-s_{N-2}.} |

Мощность сигнала тогда может быть вычислена как
{\displaystyle {\begin{aligned}|X_{k}|^{2}&=X_{k}\cdot {\overline {X}}_{k}=\\&=(W^{-k}s_{N-1}-s_{N-2})({\overline {[W^{-k}]}}s_{N-1}-s_{N-2})=\\&=(W^{-k}s_{N-1}-s_{N-2})(W^{k}s_{N-1}-s_{N-2})=\\&=s_{N-1}^{2}-(W^{k}+W^{-k})s_{N-1}s_{N-2}+s_{N-2}^{2}=\\&=s_{N-1}^{2}-2\cos \left({\frac {2\pi k}{N}}\right)s_{N-1}s_{N-2}+s_{N-2}^{2}.\end{aligned}}}

## Устойчивость алгоритма
Процесс рекуррентного вычисления членов последовательности {\displaystyle s_{n}} является цифровым БИХ-фильтром второго порядка. Как и любой БИХ-фильтр, он чувствителен к ошибкам, которые возникают в результате квантования и использования арифметических операций со словами конечной длины. Более того, поскольку оба полюса фильтра ({\displaystyle z=e^{-{\frac {2\pi i}{N}}}} и {\displaystyle z=e^{\frac {2\pi i}{N}}}) лежат на единичной окружности, ошибки округления могут привести и к неустойчивости фильтра. В связи с этим, алгоритм Гёрцеля следует применять с осторожностью при больших длинах окон (большие значения {\displaystyle N}), особенно при использовании арифметики с низкой разрядностью.

## Вычислительная эффективность алгоритма
Для вычисления одного частотного компонента ДПФ комплексной последовательности отсчётов длины {\displaystyle N} с помощью алгоритма Гёрцеля требуется {\displaystyle 2N+4} умножений и {\displaystyle 4N+4} сложений / вычитаний (для действительной последовательности — {\displaystyle N+2} умножения и {\displaystyle 2N+1} сложений), не считая затрат на вычисление постоянных коэффициентов {\displaystyle 2\cos {\tfrac {2\pi k}{N}}} и {\displaystyle e^{{\frac {2\pi i}{N}}k}}. При этом метод не требует хранения каких-либо таблиц коэффициентов, а основной объём арифметических вычислений метода может производиться по мере поступления входных отсчётов {\displaystyle x_{n}}.
Вычисление одного частотного компонента непосредственно по формуле-определению дискретного преобразования Фурье требует большего числа арифметических действий (в комплексном случае {\displaystyle 4N} умножений и {\displaystyle 4N} сложений, а в действительном {\displaystyle 2N} умножений и {\displaystyle 4N} сложений), чем алгоритм Гёрцеля, хотя асимптотически требует также {\displaystyle O(N)} действий. Кроме того, для эффективного проведения вычислений по прямой формуле требуется хранить таблицу коэффициентов.
Другой альтернативой алгоритму Гёрцеля является быстрое преобразование Фурье. БПФ-алгоритм Кули — Тьюки по основанию 2 требует {\displaystyle 2\log _{2}N} умножений и {\displaystyle 3\log _{2}N} сложений на вычисление одного частотного компонента (а в случае действительной входной последовательности количество арифметических действий уменьшается вдвое относительно приведённых значений), однако все частотные компоненты должны вычисляться одновременно. Когда число частотных компонентов, подлежащих вычислению, невелико, то применение алгоритма Гёрцеля эффективнее, чем применение БПФ. Если необходимо вычислить M частотных компонентов, то применение алгоритма Гёрцеля выгоднее при условии
| {\displaystyle M<{\frac {5}{6}}\log _{2}N.} |

Кроме того, алгоритмы БПФ должны применяться к полным блокам данных длины N и могут требовать хранения таблиц коэффициентов для эффективной реализации. Семейство алгоритмов быстрого преобразования Фурье включает алгоритмы с различными свойствами и вычислительной эффективностью, в том числе и так называемые усечённые алгоритмы БПФ, позволяющие вычислять подмножество набора частотных компонентов. В каждом случае решение вопроса о предпочтительности использования алгоритма Гёрцеля или БПФ зависит от выбора конкретного варианта БПФ, длины блока входных данных и количества частотных компонентов, которые необходимо вычислить.